# Yehuda ben Meir
Yehuda ben Meir (också kallad Yehuda ha-Kohen och Judah från Mainz) var en tysk-judisk rabbin, talmudisk forskare och resande på 900–1000-talet. Hans bok Sefer ha-Dinim, innehåller redogörelser för sina egna och andra judars resor i östra Europa. I sitt verk är Przemysl och Kiev omnämnda som handelsplatser längs med det radhanitiska handelsnätverket.